# Michaëla Jaskova
Michaëla Jaskova, née le 4 juin 1993 à Brno, est une joueuse française de water-polo.
Appelée pour la première fois en équipe de France de water-polo féminin en 2013, elle est championne de France avec le Lille Métropole Water-Polo 5 fois à la suite; en 2014, 2015, 2016, 2017 et enfin, en 2018. Elle est aussi vainqueur de la Coupe de la Ligue en 2015.